# Leusden-Zuid
Leusden-Zuid (52° 07′ N, 5° 24′ L) é uma cidade dos Países Baixos, na província de Utrecht. Leusden-Zuid pertence ao município de Leusden, e está situada a 6 km, a sul de Amersfoort.
Em 2001, a cidade de Leusden-Zuid tinha 1748 habitantes. A área urbana da cidade é de 0.35 km², e tem 675 residências. 
A área de Leusden-Zuid, que também inclui as partes periféricas da cidade, bem como a zona rural circundante, tem uma população estimada em 2530 habitantes.